# 恋港
恋港（こいみなと）は、美空ひばりのシングル。1986年9月1日に日本コロムビアから発売された。

## 概要
- 作詞した志賀貢は本職が内科医で、診療の傍ら、小説、エッセイを執筆[2]。A面「恋港」とB面「美幌峠」は、1986年10月10日に角川文庫から発行された「美幌峠で逢った女」[3]の作中に詩として挿入されており、美幌町図書館に同書が保存されている[4] [5]。
- 志賀が作中の二つの詩に曲が付いたことを知ったのは5月の終わり頃であり、いちはやく出張先まで電話で知らせたのは心筋梗塞で悩む患者であった。受話器から、作曲した岡千秋のピアノと歌声が流れて来た時は、志賀は腕に鳥肌が立った。岡が自ら唄っている「恋港」と「美幌峠」のテープをひばりに聞かせたのは、患者の主治医で兄弟以上の仲の親友であった。普段は気の強い親友であったが、この時だけは手が震え、飲んだことのない出されたコーヒーを一気に飲んで、その夜は不眠症にかかるほどであった。志賀は「美幌峠で逢った女」の後書きに『すばらしい親友を持ったものだと、つくづく思う。<中略>親友の友情や、患者さん達の好意にもむくいるためにも、このレコードだけは、なんとしてもヒットしてほしいと願っている。』と記している[6]。
- A面「恋港」は3番に「砕氷船」「流氷」と冬のオホーツク海の風景が登場し、1986年に大阪・梅田コマ劇場と東京・新宿コマ劇場で開かれた芸能生活40周年記念公演『'86歌声はひばりと共に』で披露されている。
- ジャケット写真は1985年6月に朝日放送『女ひとり旅』の収録[7]で訪れた鳥取・夏泊漁港[8]で撮影されたものであり、旅のシーンは「恋港」のカラオケ本人映像にも使用され、現在でもDAMでその頃のひばりの姿が映し出されている。
- B面「美幌峠」は「美幌峠で逢った女」を基に作詞された。東京～北海道を結ぶ淡く切ない恋心が、霧で何も見えない美幌峠の風景と重なり、過ぎていった時間は風に、そして舞い落ちる雪のように淡く解けていくという、まさに四季折々の美幌峠における心象風景を現した歌詞となっている[9]。
- 「美幌峠」の2番には「サロマ」「裏摩周」「和琴」といった地名、3番には「蓮葉氷」[10]という自然現象が登場し、屈斜路湖畔を望む美幌峠展望台には歌碑が建立されている[2]。ひばり所縁の歌碑として1990年に設置され、全国で6番目、北海道では1つだけ設置された。毎年、ひばりの命日である6月24日に合わせて、美幌観光ボランティアガイドの会が「美幌峠」の歌碑を清掃しており、清掃後には会員達が歌碑の前で手を合わせて哀悼の意を表している。ひばりが歌の舞台となった美幌を訪れる計画もあったが、体調を崩したため実現しなかった[11]。
- 実現していた場合、発売前の7月に美幌観光牛肉まつり[12]の会場で発表し、発売後の10月8日に美幌町民会館[13]で行なわれる記念カラオケ大会に出演予定であった。カラオケ大会では入院中の同2日に自ら録音した肉声コメントが、会場に流れた[6]。その中でひばりは「美幌町の皆様、こんにちは！美空ひばりです。今日は、私の歌『美幌峠』そして『恋港』だけのカラオケコンクールだそうですが、新しい曲なのに美幌町の皆様には、もう覚えていただけたのですね！本当にありがとうございます。わたくしも、舞台やテレビで機会ある度に歌っていくつもりでおります。歌うことはストレス解消に大変役立つそうですよ（フフフ）。皆さん、これからも大いに歌って発散してください。それでは、『カラオケ大会』どうかがんばってください。」[6]とコメントし、亡くなる前には「元気になったら必ず、見に行く」という手紙も美幌町長に届いていた。その手紙とカセットテープが、道の駅「ぐるっとパノラマ美幌峠」[14]の2階ラウンジに展示されている。
- かつての担当ディレクターで、コロムビア邦楽企画室からひばりプロダクションに制作部長として出向していた森啓が久々にレコーディングに立ち会ったが、この時の録音はカラオケでのものであった[15]。
- 志賀、岡と美幌との縁はこの後も続き、町内で行われた「美幌100年記念カラオケ大会」の審査員も務めた[6]。
- 2012年には全都道府県をテーマに唄った作品を集めたコンピレーションアルバム『にっぽん歌紀行』が発売されているが、北海道からは2曲選ばれており、「美幌峠」が北北海道の曲として選ばれている[16]。

## 収録曲
両曲共／作詞：志賀貢、作曲：岡千秋、編曲：斉藤恒夫
1. 恋港
2. 美幌峠